# The Jeep Is Jumpin’
The Jeep Is Jumpin’ ist eine Jazz-Komposition, die Duke Ellington und Johnny Hodges schrieben und 1938 veröffentlichten.
The Jeep Is Jumpin’ war eine Up-Tempo-Nummer im Stil von „Things Ain’t What They Used to Be“, in einem lebendigen Tempo, das mit Hodges’ Spielweise assoziiert wurde; der Titel des Stücks bezieht sich auf Hodges’ Spitzname Jeep. Nach Auffassung von Helen Oakley Dance stammt die Komposition hauptsächlich von Johnny Hodges, während Ellington für die Überführung der Komposition in eine Bigband-Version verantwortlich war.

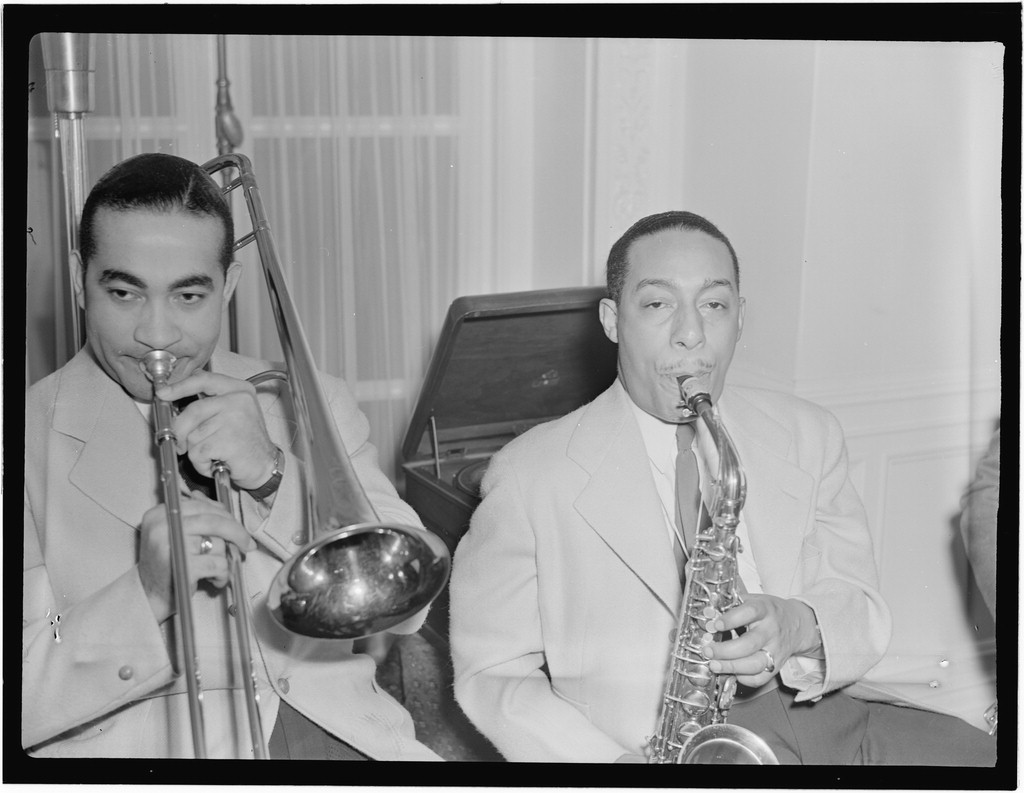
Johnny Hodges (rechts) und Lawrence Brown. Aufnahme aus den späten 1930er-Jahren von William P. Gottlieb

Neben seiner Arbeit im Duke Ellington Orchestra nahm Johnny Hodges in Sessions mit kleinen Gruppen für Vocalion und Variety unter eigenem Namen auf; in New York am 24. August 1938 spielte er mit Cootie Williams (Trompete), Lawrence Brown (Posaune), Harry Carney (Baritonsaxophon), Duke Ellington (Piano), Billy Taylor, Sr. (Bass) und Sonny Greer (Schlagzeug) The Jeep Is Jumpin’ ein; der Titel erschien dann als B-Seite der Schellackplatte „Prelude to a Kiss“ (Vocalion 4386; mit Mary McHugh, Gesang). Duke Ellington stellte ihn erstmals 1945 in der Treasury Show vor, die vom Rundfunksender ABC ausgestrahlt wurde; Hodges spielte den Titel 1951 in Septett-Besetzung für Norgran Records erneut ein (#EPN27). In den folgenden Jahren hatten sowohl Ellington als auch Johnny Hodges den Titel in ihrem Repertoire; ab 1944 nahmen den Titel in den Vereinigten Staaten Charlie Barnet, Woody Herman Bill De Arango, Louie Bellson und Hazel Scott (Piano Moods, 1955) auf, ab 1942 in Europa auch Bent Fabricius-Bjerres orkester, Børge Roger Henrichsen, Fatty George, Guy Lafitte, Gosta Turner und Ben Webster & Arnvid Meyer.
Der Diskograf Tom Lord listet rund hundert Aufnahmen des Titels, den in späteren Jahren auch Earl Hines, Mary Lou Williams, Kenny Burrell, Arne Domnérus, Ray Anderson/Craig Harris und Zoot Sims coverten.